# Бор (Западнодвинский район)
Бор — нежилая деревня в Западнодвинском районе Тверской области. Входит в состав Староторопского сельского поселения.

## География
Деревня расположена в западной части района, на правом берегу реки Торопа. Высота над уровнем моря — 167 метров. Ближайшие населённые пункты — деревни Аверьково и Анашенки.
Расстояния (по автодорогам):
- До районного центра, города Западная Двина — 48 километров.
- До центра сельского поселения, деревни Бенцы — 14 километров.

## История
На топографической карте Фёдора Шуберта 1867—1901 годов обозначена деревня Бор. Имела 3 двора.
В списке населённых мест Торопецкого уезда Псковской губернии за 1885 год значится деревня Аверьково (№ 12549). Располагалась при реке Торопе в 51 версте от уездного города. Имела 4 двора и 29 жителей.
На карте РККА 1923—1941 годов обозначена деревня Бор. Имела 7 дворов.
До 2005 года деревня входила в состав ныне упразднённого Макеевского сельского округа, с 2005 — в составе Староторопского сельского поселения.

## Население
| 2010 |
| ---- |
| 0    |

По данным переписи 2002 года, постоянное население деревни отсутствовало.